# Jeseter
Jeseter (Acipenser) je rod chrupavčitých ryb. Vyznačuje se protáhlým tělem pokrytým velkými kostěnými štítky, které se nacházejí v pěti podélných řadách – jedna na hřbetě, jedna na každém boku a dvě na břišní straně těla. Ocasní ploutev je značně nesouměrná, horní lalok je výrazně delší než spodní. Rypec je značně protáhlý a je opatřen čtyřmi vousky.
Jeseteři jsou poměrně starobylou skupinou ryb, jejich nejstarší zástupci se objevili již v období svrchní křídy (geologický věk kampán, asi před 80 miliony let).
Mají až 520 chromozomů.

## Druhy
- jeseter amurský – Acipenser schrenckii  J. F. Brandt, 1869
- jeseter bílý – Acipenser transmontanus  Richardson, 1836
- jeseter čínský – Acipenser sinensis  J. E. Gray, 1835
- jeseter hladký – Acipenser nudiventris  Loveckij, 1828
- jeseter hvězdnatý – Acipenser stellatus Pallas, 1771
- jeseter jaderský – Acipenser naccarii  Bonaparte, 1836
- jeseter jihočínský – Acipenser dabryanus  Duméril, 1869
- jeseter kolchický – Acipenser colchicus  Marti, 1940
- jeseter krátkorypý – Acipenser brevirostrum  Lesueur, 1818
- jeseter malý – Acipenser ruthenus Linné, 1758
- jeseter ostrorypý – Acipenser oxyrinchus  Mitchill, 1815
  - Acipenser oxyrinchus desotoi  Vladykov, 1955
  - Acipenser oxyrinchus oxyrinchus  Mitchill, 1815
- jeseter perský – Acipenser persicus  Borodin, 1897
- jeseter rudý /Jeseter jezerní – Acipenser fulvescens Rafinesque
- jeseter ruský – Acipenser gueldenstaedtii J. F. Brandt & Ratzeburg, 1833
- jeseter sachalinský – Acipenser medirostris  Ayres, 1854
- jeseter severní – Acipenser mikadoi  Hilgendorf, 1892
- jeseter sibiřský – Acipenser baerii J. F. Brandt, 1869
  - Acipenser baerii baerii J. F. Brandt, 1869
  - Acipenser baerii baicalensis  Nikolskij, 1896
- jeseter štítkatý – Acipenser multiscutatus  Tanaka, 1908
- jeseter velký – Acipenser sturio Linné, 1758

Rustěr je hybrid Acipenser ruthenus × Acipenser gueldenstaedtii.